# Mortenhals
Mortenhals es una localidad del municipio de Balsfjord en Troms, Noruega. El pueblo está localizado a lo largo del Malangsfjorden, a través del fiordo de Rossfjordstraumen. Mestervik está localizado aproximadamente a 15 kilómetros al sur. La iglesia de Malangen se ubica aquí.